# Sthenelais caerulea
Sthenelais caerulea är en ringmaskart som först beskrevs av Schmarda 1861.  Sthenelais caerulea ingår i släktet Sthenelais och familjen Sigalionidae. Inga underarter finns listade i Catalogue of Life.